# Peter Cowie
Peter Cowie, född 24 december 1939, är en engelsk filmhistoriker. År 1963 grundade han den årliga publikationen International Film Guide som han därefter var redaktör för i 40 år. Bland Cowies över 30 böcker märks flera stycken om nordisk film, som Ingmar Bergman. A critical biography från 1982 och Swedish cinema. From Ingeborg Holm to Fanny and Alexander från 1985. Han har gjort flera kommentarspår för den amerikanska DVD-serien The Criterion Collection.